# 薄暮現象
薄暮現象，又稱柏金赫現象或浦金野現象（Purkinje effect），是色彩學的內容之一，1825年由捷克生理学家浦金野发现。
說明如下：
在白色光源或高明度中，紅色比藍色明度強10倍，在低明度藍色比紅色明度強16倍。指在傍晚時，人的視覺由彩度優先轉換成明暗現象。
視網膜上包括兩種細胞接受外界光源：感色的錐狀細胞，與感光不感色的柱狀細胞。在微弱光線中，人類無法清晰辨識顏色，原因是只剩柱狀細胞可以接受微弱的光源，錐狀細胞感色功能停止。
薄暮現象是從以感色細胞為主的階段轉變為以感光為主的階段過程中的一個狀態：當外界光度逐漸降低，錐狀細胞活躍狀態隨之降低，柱狀細胞開始接手成為視網膜上主要接受光源的細胞，在辨識顏色能力完全消失之前的這個階段。